# En realitat, mai vas ser aquí
En realitat, mai vas ser aquí o En realitat mai vas estar ací (títol original en anglès You Were Never Really Here) és un thriller franco-britànic escrit i dirigit per Lynne Ramsay, estrenat l'any 2017. Es va presentar en competició oficial en el festival de Canes 2017 on rep el premi al guió i on Joaquin Phoenix assoleix el premi d'interpretació masculina. que declina la trama conspiranoica. S'ha doblat en català central per Filmin i en valencià per À Punt.

## Argument
Joe, un antic marine que s'ha convertit en un assassí a sou, ės contractat per trobar Nina, la neta d'un senador, segrestada i retinguda per una xarxa de prostitució. Però molt ràpidament es troba immers malgrat ell en una espiral de violència.

## Repartiment
- Joaquin Phoenix: Joe
- Ekaterina Samsonov: Nina
- Alex Manette: Albert Votto
- John Doman: John McCleary
- Judith Roberts: mare de Joe
- Alessandro Nivola: el senador Williams
- Jason Babinsky: Ull de la Providència
- Kate Easton: la mare de Joe, de jove
- Frank Pando: Angel
- Leigh Dunham: la criada
- Madison Arnold: l'home gran
- Dante Pereira-Olson: Joe, amb 8 anys
- Jonathan Wilde: el pare de Joe, de jove
- Christian Reeve: Bodega clerk
- Vinicius Damasceno: Moises

## Producció

### Gènesi i desenvolupament
El film és l'adaptació cinematogràfica de You Were Never Really Here de Jonathan Ames.

### Rodatge
El rodatge comença l'agost de 2016 a Nova York.
L'organització del rodatge ha estat trastocada per un canvi de feina d'últim minut de Joaquin Phoenix, com explica: « Lynne escrivia molt tard al vespre, la vigília del rodatge. Gairebé tots els dies teniem el sentiment que hi havia canvis al guió, i tot ha evolucionat en aquest sentit

## Crítica
- A França, l'acollida crítica és regular: el lloc Allociné recull una mitjana dels crítics de 3,3/5, i dels crítics espectadors a 2,8/5.[5]
- "La seva pel·lícula més rigorosa formalment (...) Fins i tot els elements menys importants estan perfectament escollits; un estudi del dany exquisit i ansiós, 'You Were Never Really Here' coneix amb precisió el valor de les seves cicatrius."[6]
- "Aquest treball embriagador i amb estil s'escampa, un caos interessant de vegades tan captivador que et donen esgarrifances en els peus. Desgraciadament, de vegades també és vulgar i estúpid."[7]
- "Pren una senda del thriller poc transitada últimament (...) de manera fascinant (...) Es recolza en una narrativa trencada i el·líptica, en la mirada buida de l'ex-veterà de guerra (Joaquin Phoenix) i en puntuals descàrregues de terror (…) Puntuació: ★★★★ (sobre 5)"[8]
- El Joe o la Ramsay no volen treure l'entrellat de la putrefacció del sistema; simplement l'assumeixen i s'hi endinsen sumits en un estat mental destrempat i migranyós[9]
- El film ės descrit a The Times com el Taxi Driver del Segle XXI. Conté diversos punts comuns amb el film de Martin Scorsese estrenat l'any 1976. Com Travis Bickle, Joe és un veterà de guerra torturat, convertit en un assassí a sou implacable i brutal, marginal i solitari. Com Travis salva la prostituta Iris, Joe va a salvar una adolescent víctima d'una vasta xarxa pedòfila. La violència seca de You Were Never Really Here recorda igualment l'obra de Martin Scorsese.

## Premis i nominacions

### Premis
- Festival de Canes 2017: premi d'interpretació masculina per a Joaquin Phoenix i premi al guió